# Narodni park Berchtesgaden
Narodni park Berchtesgaden je edini nemški narodni park v Alpah. Leži na jugovzhodnem delu bavarske pokrajine Berchtesgadener Land, blizu meje z Avstrijo.
Območje obsega 208 km2 in je del biosfernega rezervata Berchtesgaden, ki je bil leta 1990 uvrščen na Unescov seznam svetovne dediščine. Junija 2010 je bil park razširjen v biosferni rezervat Berchtesgadener Land. Odlok o narodnem parku je bil sprejet 18. julija 1978. Poleg tega je narodni park določen kot varstveno območje na podlagi direktive o pticah.
Park je znan po številnih naravnih znamenitostih in arhitekturnih dosežkih, kot sta ledeniško Kraljevo jezero (nemško Königsee) in Orlovo gnezdo. Po površini meri 20.808 ha, njegova najvišja točka pa je gora Watzmann z nadmorsko višino 2713 m.

## Lega
Narodni park Berchtesgaden zajema večino občinskih območij Ramsau bei Berchtesgaden in Schönau am Königssee ter manjši del jugovzhodnega občinskega območja Berchtesgaden. Na vzhodu, jugu in jugozahodu meji na avstrijsko zvezno deželo Salzburg. Območje narodnega parka pripada Berchtesgadenskim Alpam v Severnih apeninških Alpah.
Na severu se parku priključuje 259 m2 velika ploščad, ki poleg občin Ramsau in Schönau vključuje tudi Bischofswiesen in Marktschellenberg.
Njegova najnižja točka je Kraljevo jezero najvišja pa Watzmann, osrednji gorski masiv Berchtesgadenskih Alp. Ob njegovem vznožju se razteza dolina Wimbachgries, ki je po geološki teoriji nastala zaradi zrušitve oboka, ki sta ga tvorila Watzmann in Hochkalter, njegova sosednja gora na zahodu. Napolnjena je z do 300 debelimi naplavinami, ki se raztezajo v dolžini 10 km. Na območju narodnega parka Berchtesgaden se nahaja tudi gorsko jezero Funtensee, na katerem se v zimskem času redno merijo najnižje temperature v Nemčiji.

## Zgodovina
Leta 1973 je Georg Meister po naročilu bavarskega ministra za kmetijstvo Hansa Eisenmanna začel z načrtovanjem narodnega parka. Dal je pobudo za spremljanje stanja gozdov, uvedel upravljanje prostoživečih živali in si prizadeval za zmanjšanje populacije divjadi, s čimer je naletel na oster odpor lovskih združenj, lokalnih gozdarskih mojstrov in ministrske birokracije, zaradi česar ni bil imenovan v vodjo parka.
Svobodna dežela Bavarska je 1. avgusta 1978 ustanovila Narodni park Berchtesgaden, da bi preprečila prizadevanja občine Ramsau, turističnega združenja Berchtesgadener Land in tržnega mesta Berchtesgaden za izgradnjo žičnice do Watzmanna. Prvi vodja narodnega parka je bil Hubert Zierl.

## Znamenitosti
Kraljevo jezero je gorsko jezero v okrožju Berchtesgadener Land. Leži ob vzhodnem vznožju Watzmanna. Zaradi lege med strmimi gorskimi pobočji je opisano kot fjord. Glede na kakovost vode velja za eno najčistejših jezer v Nemčiji. Med turisti je posebej priljubljena plovba z ladjo do zahodnjega brega, kjer stoji cerkev sv. Bartolomeja. Vzhodno od Kraljevega jezera leži gora Jenner (1874 m), do katere je speljana žičnica Jennerbahn.
Watzmann je osrednji gorski masiv Berchtesgadenskih Alp. Najvišji vrh je Watzmann-Mittelspitze (2713 m), ki je tudi drugi najvišji vrh v Nemčiji. Zaradi velike višinske razlike in biotske raznovrstnosti ima posebno bogato floro in favno.
Tik pod vrhom gore Kehlstein (1881 m) se nahaja Orlovo gnezdo, visokogorska Hitlerjeva rezidenca, ki mu jo je poklonil Martin Bormann. Stroški gradnje Orlovega gnezda ustrezajo današnjim 128 milijonom evrov. Njegova lokacija ponuja veličasten razgled na Berchtesgadenske Alpe, zaradi česar je priljubljena turistična točka.